# Plano Piloto de Brasília
O Plano Piloto de Brasília, no Distrito Federal, era originalmente a parte planejada através de um concurso nacional realizado em 1957 para definir o desenho urbano da nova capital brasileira. O projeto urbanístico foi elaborado por Lúcio Costa, vencedor do concurso, tendo sua forma inspirada pelo sinal da cruz, mas posteriormente um dos eixos foi arqueado para melhor se adaptar ao relevo da região.
O nome Plano Piloto, originalmente atribuído ao projeto urbanístico da cidade, passou a designar toda a área construída em decorrência deste plano inicial. Não existe, contudo, um consenso sobre o que seria o "Plano Piloto" hoje, bem como sobre a definição de Brasília em si. Plano Piloto é o nome da Região Administrativa I, que entre 1990 e 1997 foi chamada simplesmente de Brasília, sendo que partes ou outras regiões fizeram parte dela como Sudoeste/Octogonal e os Lagos Norte e Sul. Hoje o Plano Piloto, junto ao Parque Nacional de Brasília, constitui a chamada Região Administrativa do Plano Piloto.
Outra definição da área vai além do "avião", como é conhecido o desenho do projeto por se assemelhar a uma aeronave vista de cima: a área tombada do Conjunto Urbanístico de Brasília, segundo o decreto 10 829 de 1987: nela os limites do Plano Piloto são definidos pelo lago Paranoá, a leste; pelo córrego Vicente Pires, ao sul; pela Estrada Parque Indústria e Abastecimento (EPIA), ao oeste; e pelo córrego Bananal, ao norte. Dessa forma, abrange áreas das regiões administrativas do Cruzeiro, do Sudoeste/Octogonal e da Candangolândia.

## História

### Antecedentes
A transferência da capital federal do Rio de Janeiro para uma nova cidade no Planalto Central havia se tornado a meta-síntese do Governo Juscelino Kubitschek. Tendo vencido as resistências políticas e as burocracias, o presidente pediu a Oscar Niemeyer, seu arquiteto de confiança, que projetasse a nova capital. Entretanto, Niemeyer não quis fazer o projeto urbanístico, ficando apenas com os edifícios. Para projetar a cidade, ele sugere a criação de um concurso nacional com a participação do Instituto de Arquitetos do Brasil, o que é aceito por Juscelino.

### Propostas de projetos
Nasceu do gesto primário de quem assinala um lugar ou dele toma posse: dois eixos cruzando-se em ângulo reto, ou seja, o próprio sinal da cruz.

—O formato dos eixos, explicado por Lúcio Costa no relatório justificativo entregue ao concurso.
Em 1956 foi criada a Comissão de Planejamento da Construção e da Mudança da Nova Capital Federal, que anunciou o Concurso Nacional do Plano Piloto da Nova Capital do Brasil, com o edital da Companhia Urbanizadora da Nova Capital (Novacap) estabelecendo as regras que incluíam, por exemplo, que a cidade fosse projetada para 500 mil habitantes e a localização da área de cinco mil quilômetros quadrados. Apesar de ser associado devido ao formato final de seu projeto, o termo Plano Piloto não foi criação de Lúcio Costa: o termo foi citado por Le Corbusier numa carta ao Marechal José Pessoa sobre um possível projeto para a capital brasileira em 1955. Ele passa a ser oficial a partir desse edital.
62 concorrentes participaram do concurso, com 26 propostas apresentadas. Em um telegrama, a Novacap marcou a entrega dos projetos para as 18 horas. Lúcio Costa foi o último a entregar o projeto, perto das 23 horas, após ter, por muito tempo, se recusado a participar ou se juntar a equipes. Ele concorreu sozinho, com a sua proposta recebendo o número 22. A proposta 22 continha um único plano piloto desenhado à mão e um relatório justificativo de 24 páginas, pouco perto de outros que tinha mais de duzentas páginas, mas o suficiente para ser aceito pela comissão do concurso. O documento começa com um pedido de desculpas de Lúcio "pela apresentação sumária", apresentava 22 pontos de soluções urbanísticas, além de esboços  de vias urbanas (das tradicionais tesourinhas) e do cruzamento dos eixos rodoviários, apresentados como propostas de solução para o trânsito, esboço para os setores de comércio, diversões, setor residencial o eixo ministerial e até a torre de TV.
A capacidade de persuasão do projeto de Lúcio Costa e seu relatório justificativo foram fundamentais para a vitória, com a retórica chamando a atenção do júri ao colar os valores éticos, estéticos e históricos da criação da nova capital a nova arquitetura vigente e a sua proposta. Segundo o historiador Elias Manoel da Silva, o projeto "tinha como preocupação vender uma 'ideia de cidade' em folhas de A4" em contraste com o farto material dos concorrentes.

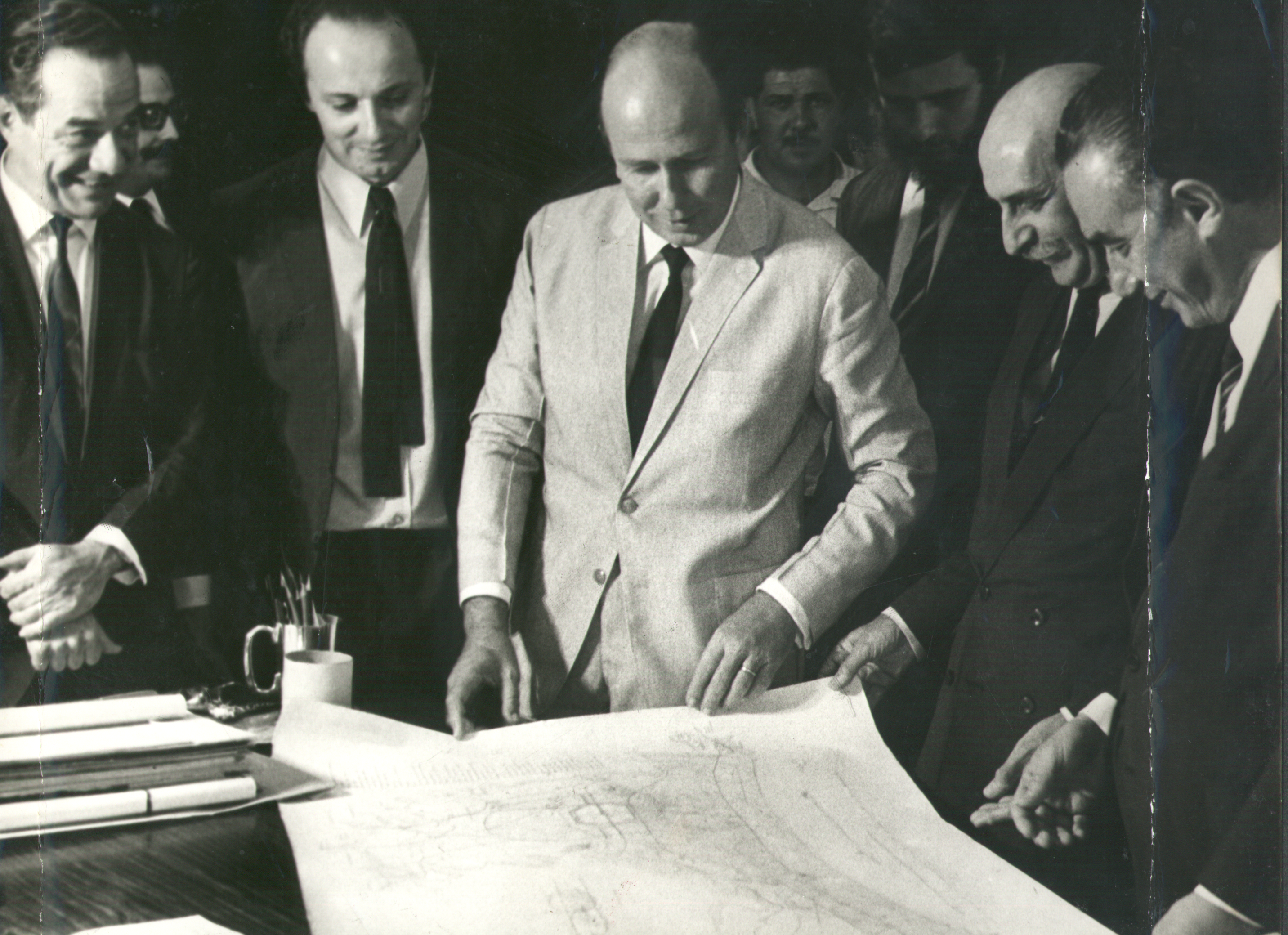
O urbanista Lúcio Costa foi o vencedor do concurso para o projeto de construção de Brasília e teve participação fundamental no tombamento da cidade.

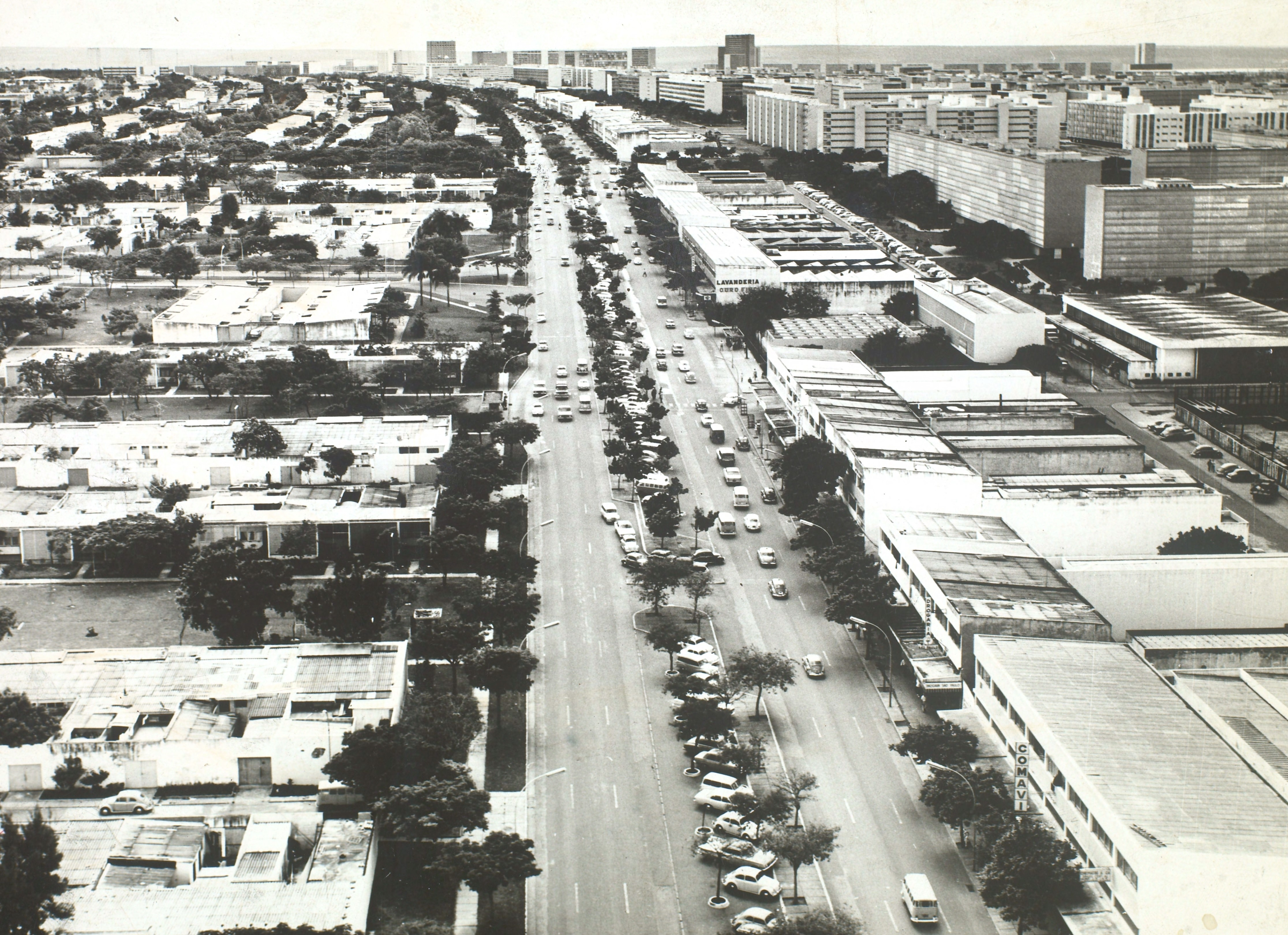
A W3 Sul. Grandes eixos rodoviários foram planejados para ligar as partes da cidade na proposta de Lúcio Costa.

Apesar da crença popular que a cidade tenha sido inspirada em um avião, uma borboleta ou uma libélula, a organização dos dois eixos principais foi pensada para formar uma cruz — um deles, porém, entortado se adaptar a região e ao relevo, formando o desenho que foi executado, conforme explicado na diretriz nº1 do relatório. Nesse eixo entortado, que ele chama de Eixo Rodoviário, se concentraria a região residencial, ligada por estradas de alta velocidade e outras para o tráfego local. No eixo reto, chamado de Eixo Monumental, ficariam os setores do governo, com destaque formal a uma praça triângular em uma das pontas, destinadas aos edifícios dos três poderes supremos — o Palácio do Congresso, no vértice, e o Palácio do Supremo Tribunal Federal e o Palácio do Planalto na base do triângulo — que ele chamou de Praça dos Três Poderes.
Como em outras propostas, a tendência da arquitetura moderna de setorizar e separar parte da cidade para atividades específicas — comercio, serviços, lazer, institucional — também se faz presente na proposta e foi executada. As diretrizes do relatório explica como cada setor vai funcionar. A de número 16, por exemplo, explica o funcionamento do setor residencial, onde ficam descritas as "super-quadras" e a de número 21, a sua numeração em código, dividida em norte e sul em relação ao eixo monumental.
As principais preocupações de Lúcio em sua proposta eram as habitações e a monumentalidade. O plano previa a conclusão da execução do Plano Piloto em dez anos, e um limite para o tamanho da cidade, que após vinte anos, deveria ser através das penínsulas e nas cidades-satélites.

### Resultado do concurso

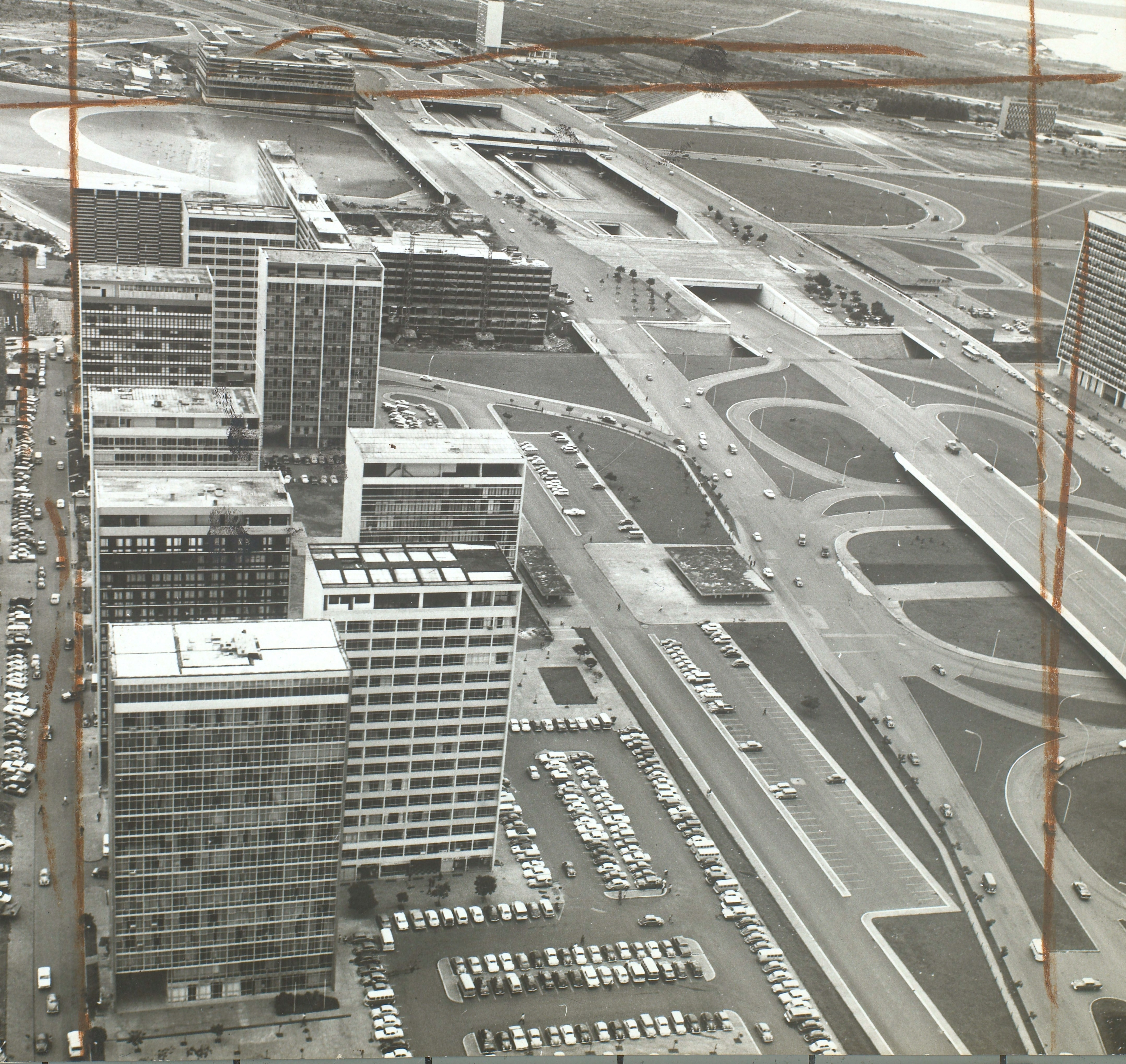
Setores comercial e de diversões, com a Rodoviária do Plano Piloto. A setorização, típica do modernismo, fazia parte da proposta de Lúcio e da maioria dos concorrentes.

Em 16 de março de 1957, a banca da Comissão de Planejamento da Construção e da Mudança da Nova Capital Federal anunciou a vitória de Lúcio Costa, com outras seis equipes dividindo o segundo e o terceiro lugar. No dia 25 do mesmo mês, o resultado foi oficializado no Diário Oficial da União.
O júri se dividiu entre o presidente do Instituto de Arquitetos do Brasil, Paulo Antunes Ribeiro, e os membros estrangeiros, William Holford e André Sive, que eram amigos de Niemeyer. Após alguns dias de discussão, uma pré-seleção foi feita sem Paulo, o que leva ele a não assinar o relatório final e se retirar, dando um voto em separado. O júri então decide pelo projeto de Lúcio Costa, e um dos membros chegou a dizer que “a obra de Lúcio Costa é a maior contribuição urbanística do século XX”. A composição do júri claramente dava vantagem aos arquitetos do modernismo, e Lúcio Costa foi, pessoalmente, um dos responsáveis pela difusão do estilo no Brasil.
Ernesto Silva justifica que o projeto do plano piloto de Lúcio Costa atendeu a todos os requisitos do concurso previstos no edital, como o "traçado básico da cidade" e um "relatório justificativo" e que o relatório de Costa contemplou esses itens "como convém às grandes obras e às grandes ideias."
O resultado foi criticado por vários fatores, desde a rapidez na escolha dos finalistas e no processo de seleção até o fato de que a proposta vencedora tinha bem menos conteúdo físico que outras — apenas um anteprojeto e um relatório justificativo mínimo. Além do presidente do IAB, outro membro do júri, Marcos Konder, se recusou a participar, considerando os prazos curtos demais e o edital com uma regulamentação irregular. Outros, participantes ou não do concurso, também criticaram o resultado. Carmen Portinho, por exemplo, disse que o concurso era "um jogo de cartas marcadas".

### Construção

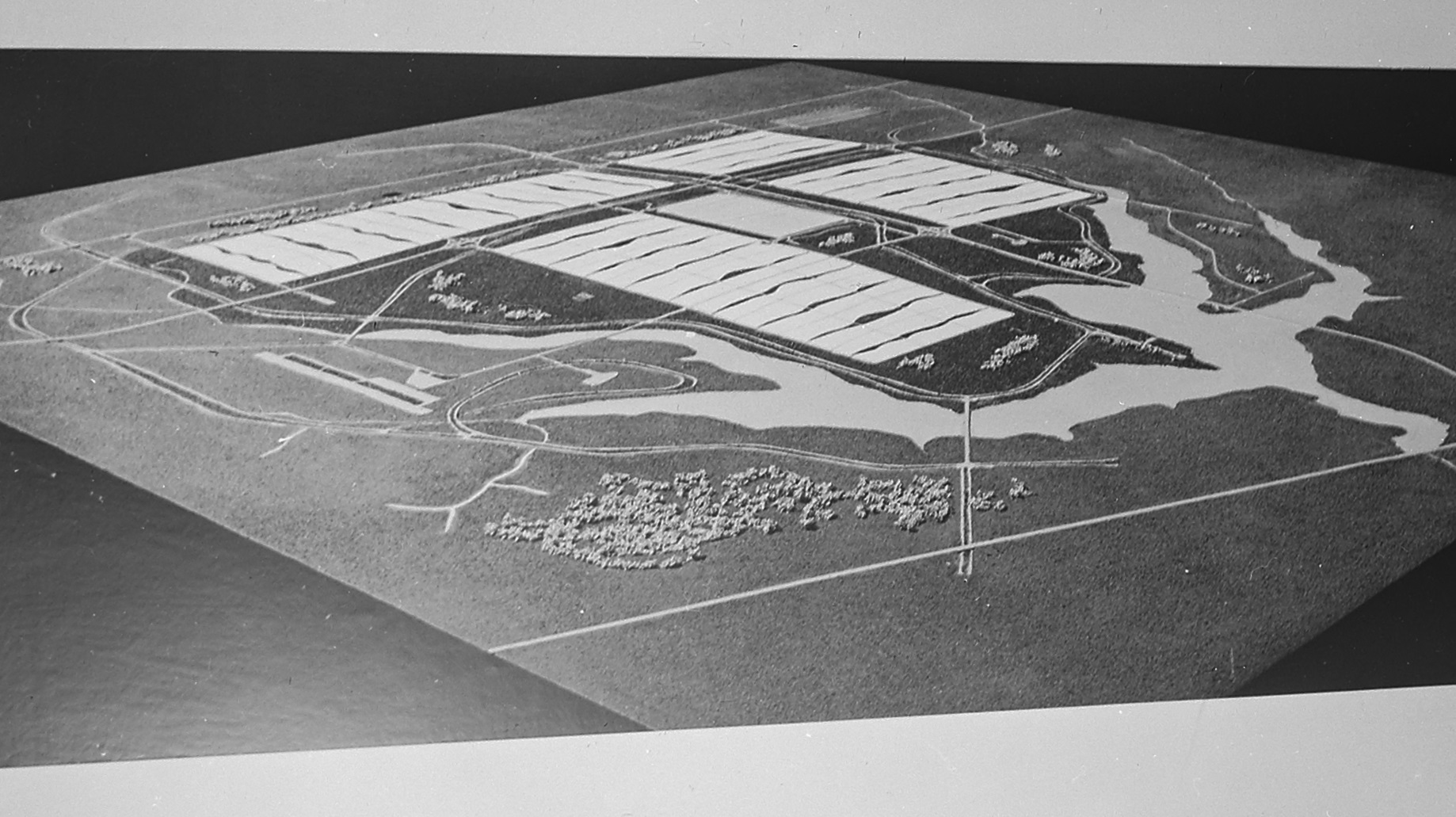
Exposição de uma das propostas para o plano piloto de Brasília, a de Milton C. Ghiraldini, em fotografia da antiga Agência Nacional em 1957 pertencente ao acervo do Arquivo Nacional. Essa proposta ficou em quinto lugar.

A efetivação do projeto de mudança aconteceu na presidência de Juscelino Kubitschek, que assumiu o governo em 1956, mas desde a campanha eleitoral no ano anterior ele já firmara sua disposição em cumprir o que determinava a lei constitucional, no célebre comício na cidade goiana de Jataí, a 5 de abril de 1955, tendo sido este o ponto de partida. Em 15 de março de 1956 o presidente criou a Companhia Urbanizadora da Nova Capital (Novacap). O engenheiro Israel Pinheiro foi indicado como presidente da companhia, o arquiteto Oscar Niemeyer como diretor técnico, e imediatamente Niemeyer começou a elaborar projetos para os primeiros edifícios, como o Catetinho, o Palácio da Alvorada e o Brasília Palace Hotel. Ele também foi o organizador de um concurso para a criação do projeto urbanístico do núcleo da cidade, o chamado Plano Piloto.

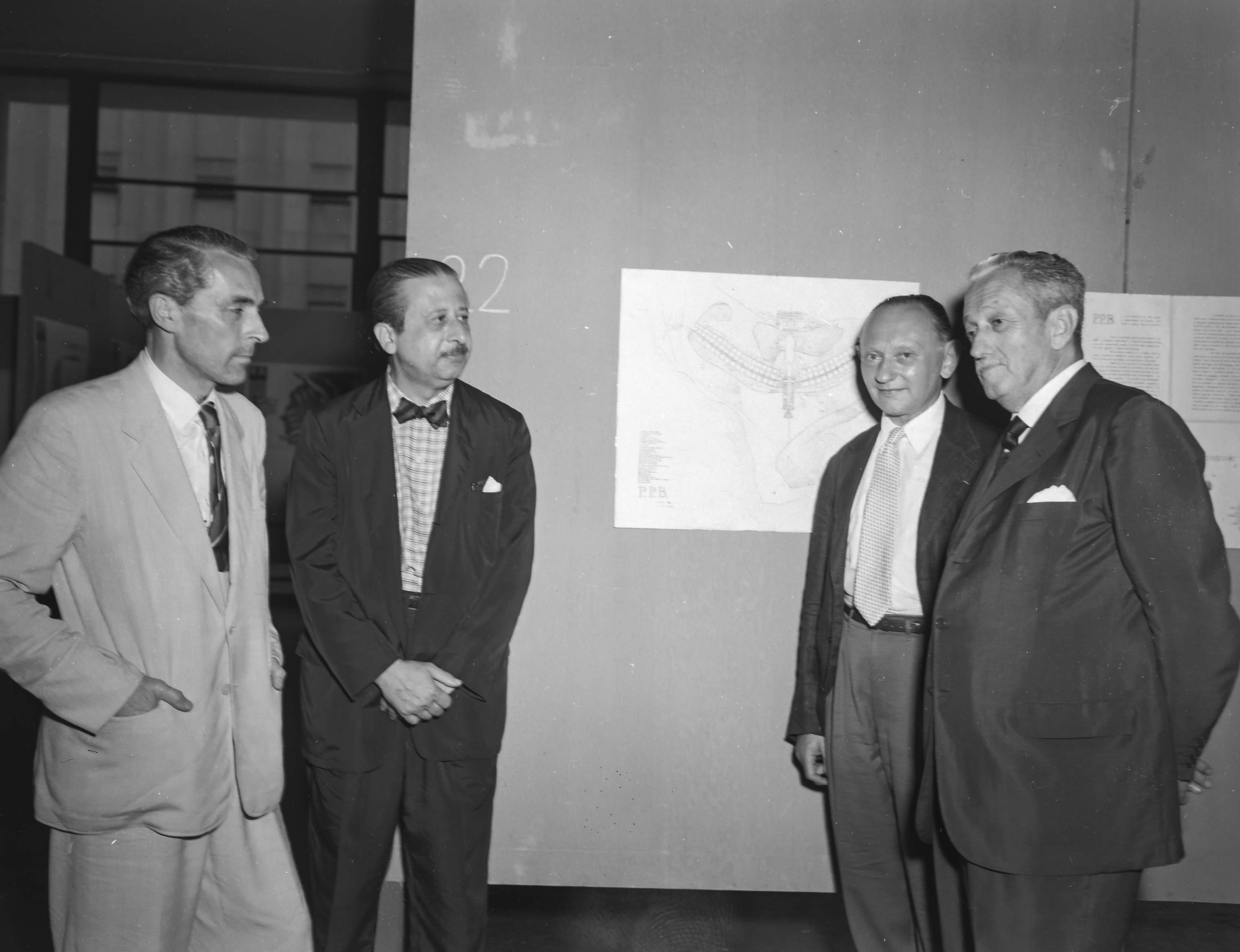
O projeto 22 de Lúcio Costa, vencedor do concurso do Plano Piloto, em exposição.

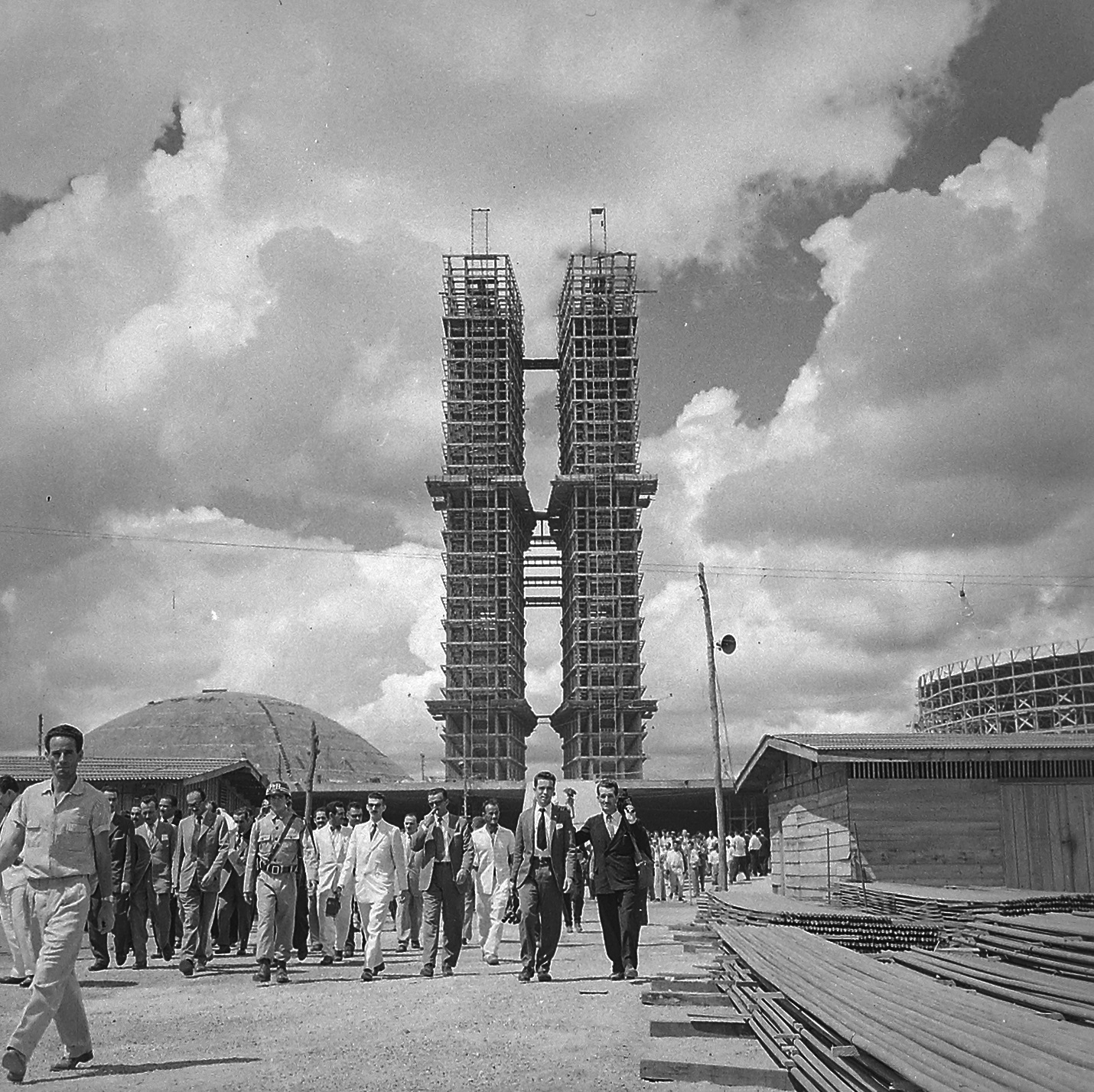
Edifício-sede do Congresso Nacional do Brasil em 1959, durante a construção da nova capital federal.

A Novacap foi regulamentada em lei de 19 de setembro, onde também se definiu o nome da cidade como Brasília. Em 2 de outubro Juscelino visitou a região, quando fez a seguinte proclamação: "Deste Planalto Central, desta solidão que em breve se transformará em cérebro das altas decisões nacionais, lanço os olhos mais uma vez sobre o amanhã do meu país e antevejo esta alvorada com fé inquebrantável e uma confiança sem limites no seu grande destino". Logo em seguida já se iniciavam as obras de terraplenagem.
Em 12 de março de 1957 iniciou-se a seleção dos projetos do Concurso Nacional do Plano Piloto da Nova Capital do Brasil no Ministério da Educação, no Rio de Janeiro. No dia 16 foi apresentada oficialmente como vencedora a proposta apresentada por Lúcio Costa, em votação unânime. O júri do concurso foi composto por Israel Pinheiro, presidente, sem direito a voto; Oscar Niemeyer, pela Novacap; Luiz Hildebrando Horta Barbosa, pelo Clube de Engenharia; Paulo Antunes Ribeiro, pelo Instituto de Arquitetos do Brasil; William Holford, da Universidade de Londres; André Sive, professor de urbanismo em Paris e conselheiro do Ministério de Reconstrução da França, e Stamo Papadaki, da Universidade de Nova Iorque. Contudo, desde logo o concurso foi criticado. O presidente do IAB, Paulo Ribeiro, alegando ter sido colocado à parte da escolha, não assinou o relatório final, e retirou-se, dando um voto em separado. Marcos Konder, convidado por Niemeyer, se recusou a participar, considerando os prazos curtos demais e o edital com uma regulamentação irregular. Alguns participantes também manifestaram seu desagrado.
Estruturando o desenho urbano em torno de dois eixos monumentais dispostos em cruz, nas palavras de Lúcio Costa seu projeto foi "um ato deliberado de posse, um gesto de sentido desbravador". Definiu áreas específicas para cada tipo de uso: residencial, administrativo, comercial, industrial, recreativo, cultural, e assim por diante. Para minimizar problemas de circulação, eliminou cruzamentos através da intersecção de avenidas em passagens de nível. Na extremidade do eixo longitudinal, destacava-se a Praça dos Três Poderes. As primeiras ideias de Costa desenharam o Plano Piloto em forma de uma cruz ortogonal, mas a topografia do terreno e necessidades de circulação impuseram uma adaptação, de modo que o eixo transversal foi curvado, resultando uma forma semelhante à de um avião. A arquitetura da nova capital foi confiada a Niemeyer. Um dos mais originais e brilhantes discípulos da estética modernista de Le Corbusier, Niemeyer buscou a criação de formas claras, leves, simples, livres, nobres e belas, sem considerar apenas seu aspecto funcional.

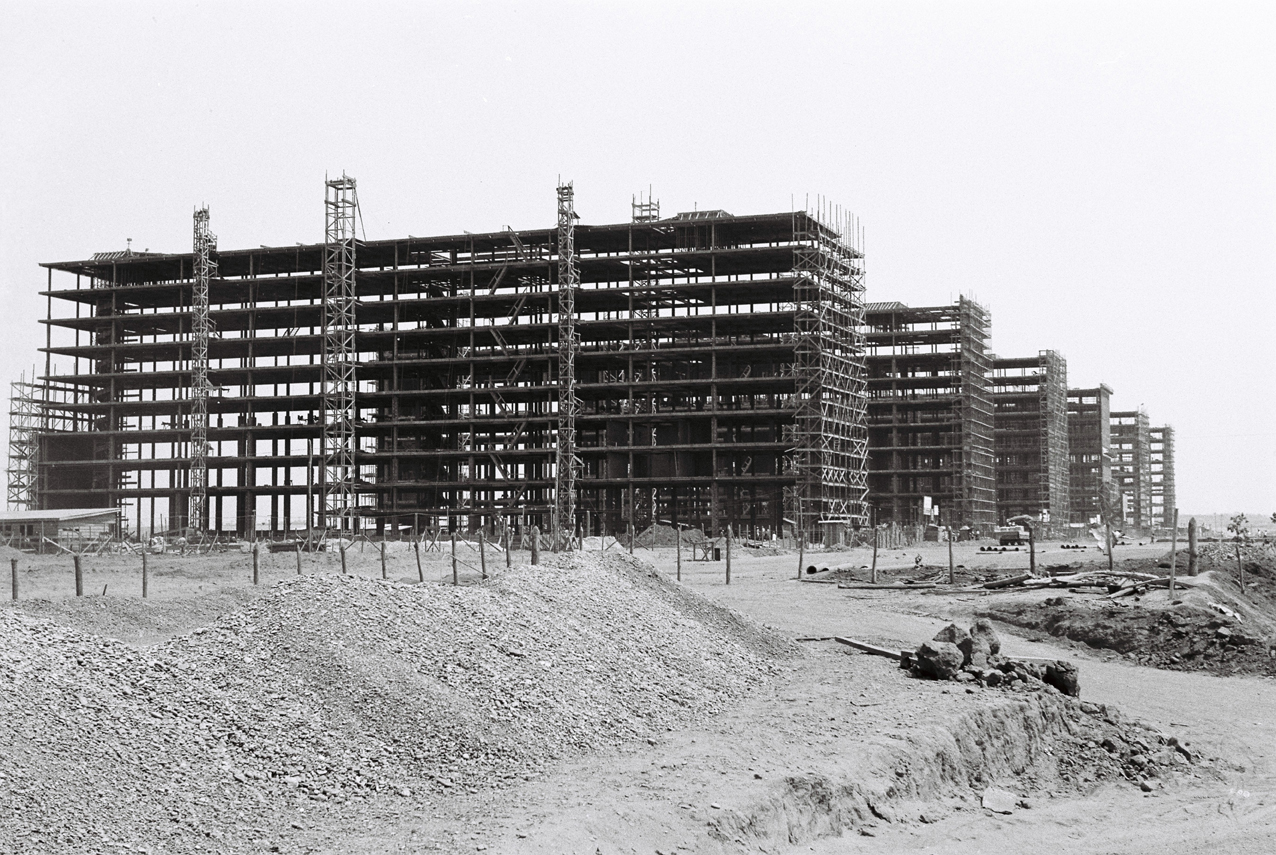
A construção de Brasília. Na imagem os prédios dos ministérios, 1959. Fonte: Arquivo Público do Distrito Federal.

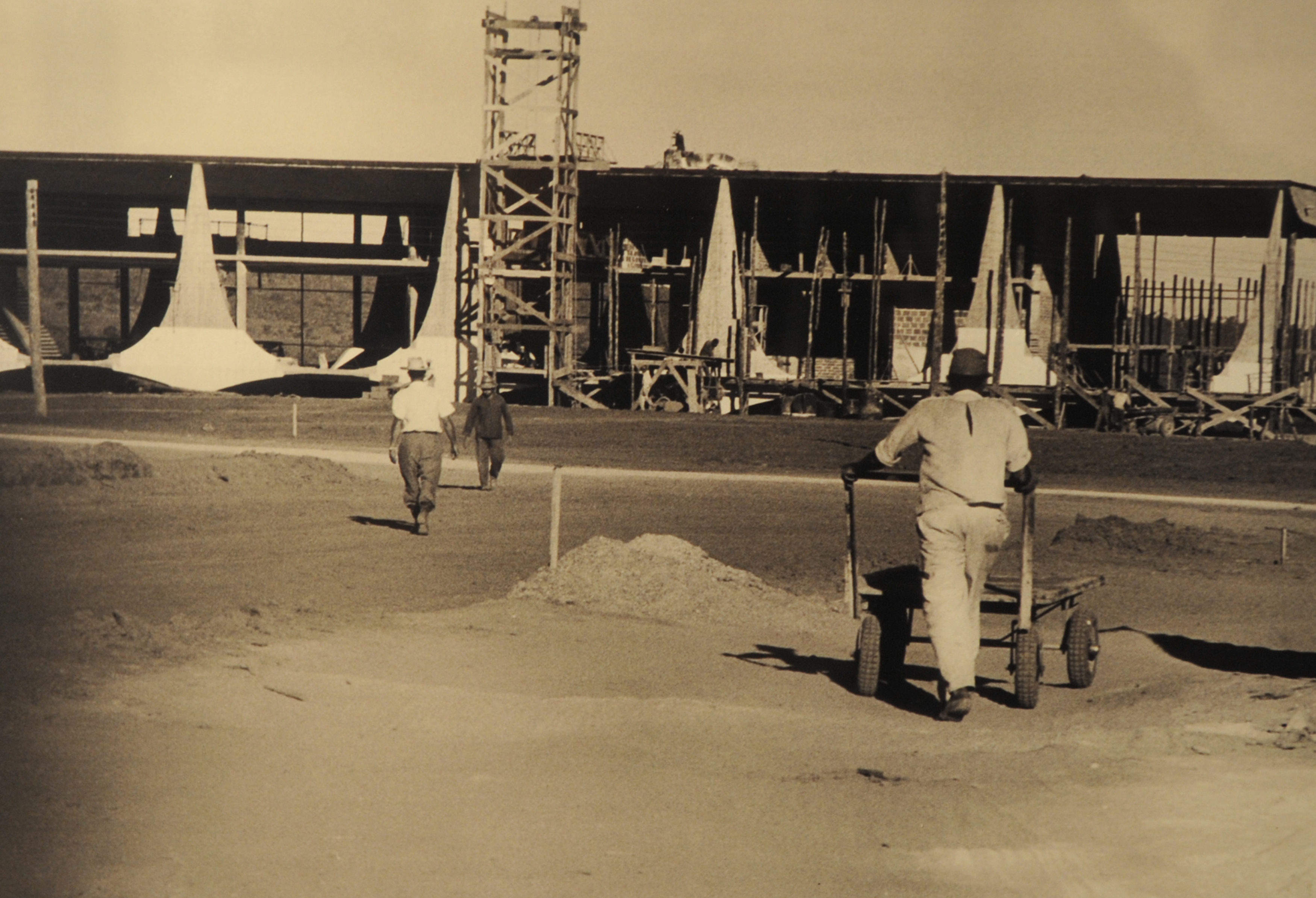
O Palácio da Alvorada durante a sua construção.

Foram construídos milhares de quilômetros de rodovias e ferrovias para garantir o deslocamento de pessoas e materiais, e foram usados os mais modernos recursos técnicos de construção, mas a exiguidade dos prazos, impondo a conclusão das obras em 21 de abril de 1960, o que tornou febril o ritmo de construção da cidade. Multidões de operários de vários pontos do Brasil, os candangos, especialmente nordestinos, foram atraídos para lá, trabalhando num cronograma diuturno, sem interrupção. Não existiam materiais no local salvo a pedra, tijolos e areia. Tudo o mais tinha de vir de longe, incluindo máquinas pesadas, e boa parte do transporte era via aérea, o que elevava enormemente os custos. Apesar da abertura de vias de transporte, o principal ponto de transbordo de carga era Anápolis, a 139 km da capital, e o asfalto só chegou em Brasília em 1960, na fase final da construção. O discurso de Juscelino ao longo de todo o processo construtivo foi enfaticamente progressista e entusiasta, até visionário. Via a construção como um passo decisivo da nação em direção à sua independência e unidade política, e sua plena afirmação como povo, atribuindo a este a missão grandiosa de civilizar e povoar as terras que havia conquistado e representar, na comunidade internacional, um dos mais ricos territórios do mundo. O ritmo acelerado das obras revelava um novo padrão de ação social, acreditando-se que é possível mudar a história por meio de uma intervenção premeditada, abreviando o curso da evolução social queimando-se etapas intermediárias.

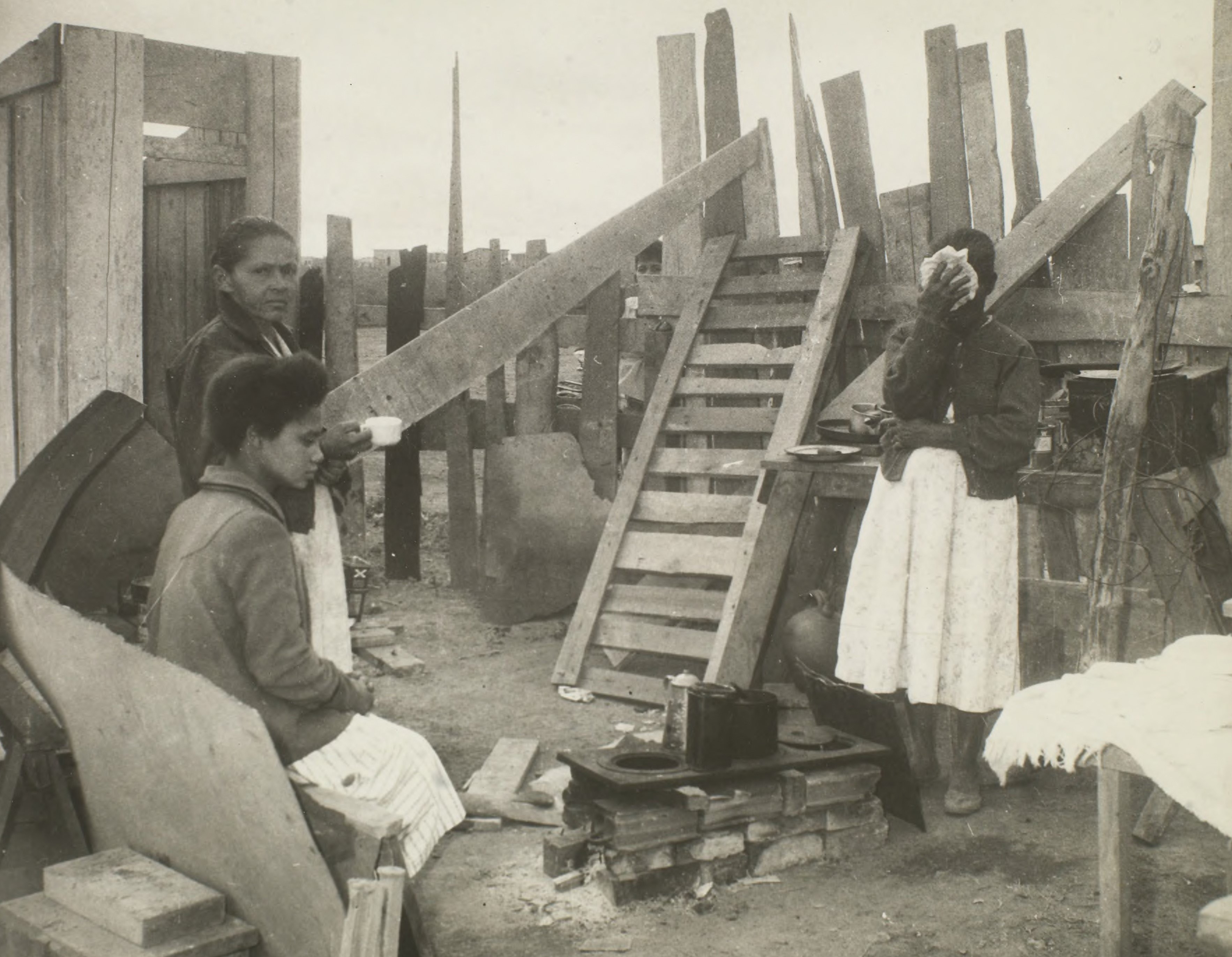
Em contraste com o organizado Plano Piloto, os trabalhadores e suas famílias viviam em condições improvisadas na Cidade Livre.

Juscelino iniciara seu governo quando ocorria uma verdadeira explosão econômica, com taxas impressionantes de crescimento: 80% ao ano na produção industrial, com casos de 600% em alguns setores como o elétrico e equipamentos de transporte, 7% ao ano no PNB, maciça entrada de capital estrangeiro, expansão generalizada no consumo, forte tendência à formação de monopólios e ênfase nos valores do capitalismo. Entretanto, verificou-se paralelamente o crescimento da inflação pela grande emissão de moeda e maior concentração de renda, repercutindo em defasagem salarial e exploração da força de trabalho. Juscelino procurou consolidar esse ritmo em um Plano de Metas, com o objetivo de fazer em cinco anos o que deveria ser feito em cinquenta, na chamada política desenvolvimentista, consagrando uma ideia de progresso e "ordem pública" dentro de uma estrutura de poder centralizada e interventora, e vendo na industrialização a panaceia contra todos os males brasileiros. Os resultados econômicos foram tão marcantes que o discurso desenvolvimentista foi capaz de atrair numa espécie de consenso nacional a maioria dos segmentos influentes da sociedade brasileira, incluindo facções diametralmente opostas como os militares e os comunistas. A construção de Brasília se inseriu nesse Plano de Metas, como parte importante do processo de integração nacional e da ocupação do território numa nova distribuição de funções a cada região.
Boa parte da força e atenção do país giravam em torno de Brasília, que rapidamente ganhava seus contornos. A quantidade de operários afluindo às obras fez nascer vários povoados em torno do Plano Piloto, mas a concentração principal era na Cidade Livre, depois chamada Núcleo Bandeirante. Consistindo de um grande conjunto de casas muito simples de madeira, erguidas pelas empreiteiras para acolher os trabalhadores migrantes, deveria ser desmantelada ao final da construção da capital, o que acabou não acontecendo. Chegou a ter cinco mil moradias e cerca de trinta mil habitantes, com um comércio mais ativo que Goiânia na mesma época. Não eram necessários projetos para as casas e a aglomeração era favorecida com a isenção de impostos, mas não se davam títulos de propriedade. Logo o Núcleo Bandeirante ficou marcado como um centro de marginais, com brigas de rua frequentes. Para o abastecimento dessa população foram especialmente criadas uma cooperativa agrícola, um matadouro, um mercado livre e uma granja.

O Plano Piloto previa a criação de cidades-satélite para a acomodação da população excedente, considerando que Brasília propriamente dita foi planejada para receber somente 500 mil pessoas até o ano de 2000, mas vários acampamentos irregulares no entorno se tornaram cidades permanentes, como Brazlândia, Candangolândia, Paranoá e Planaltina.
|                                                                               |  | |
| Candangos perto do monumento que foi inicialmente chamado de "Os Guerreiros". |  | A escultura de Bruno Giorgi na Praça dos Três Poderes acabou ficando conhecida como "Os Candangos", uma homenagem aos operários construtores de Brasília. |

Ao longo de todo o governo de Juscelino várias críticas foram levantadas contra o projeto, algumas muito duras, especialmente as de Carlos Lacerda, Eugênio Gudin, Gilberto Freire e Gustavo Corção, atacando desde o planejamento e ideologia à estética, e os trabalhos só puderam continuar devido à inabalável firmeza e otimismo do presidente. O custo da obra monumental nunca foi determinado, e de acordo com Couto a empreitada foi um grande improviso. Não havia licitações sistematizadas, nem bancos para pagamento dos operários, que recebiam em dinheiro vivo diretamente da Novacap; não houve um planejamento financeiro nem mesmo em estudos preliminares, nem qualquer avaliação de viabilidade, que, dentro do cronograma exigido, dificilmente seriam aprovados numa estrutura administrativa convencional. Tampouco se fez um controle de custos eficiente e a construção sequer estava originalmente integrada ao Plano de Metas de Juscelino, e só foi incluída de última hora. Segundo algumas análises, o esforço custou ao país a desestruturação econômica, criando um vazio nas contas públicas, tornando crônica a inflação e dificultando a governabilidade, sendo uma das causas das crises econômicas nacionais das décadas seguintes. Segundo Roberto Campos, Juscelino tinha um enorme carisma pessoal, mas o seu desenvolvimentismo resultou na bancarrota do Brasil, deixando-o insolvente à sua saída do governo. Celso Furtado, que acompanhou a construção, disse que foram desviados muitos recursos de outras obras necessárias em outras partes do país, sem que jamais tenha havido qualquer debate ou prestação de contas.
A despeito de toda a polêmica, hoje o projeto brasiliense é reconhecido como uma das grandes obras de arquitetura e urbanismo do século XX, o mais completo exemplo das doutrinas do Modernismo arquitetural e um avanço em relação às teorias de Le Corbusier quanto à cidade ideal, com seu Conjunto Urbanístico tendo sido declarada Patrimônio Mundial pela UNESCO em 1987. André Malraux, visitando-a em 1959, disse que "esta Brasília sobre o seu gigantesco planalto, é de certo modo a Acrópole sobre o seu rochedo".

## Características

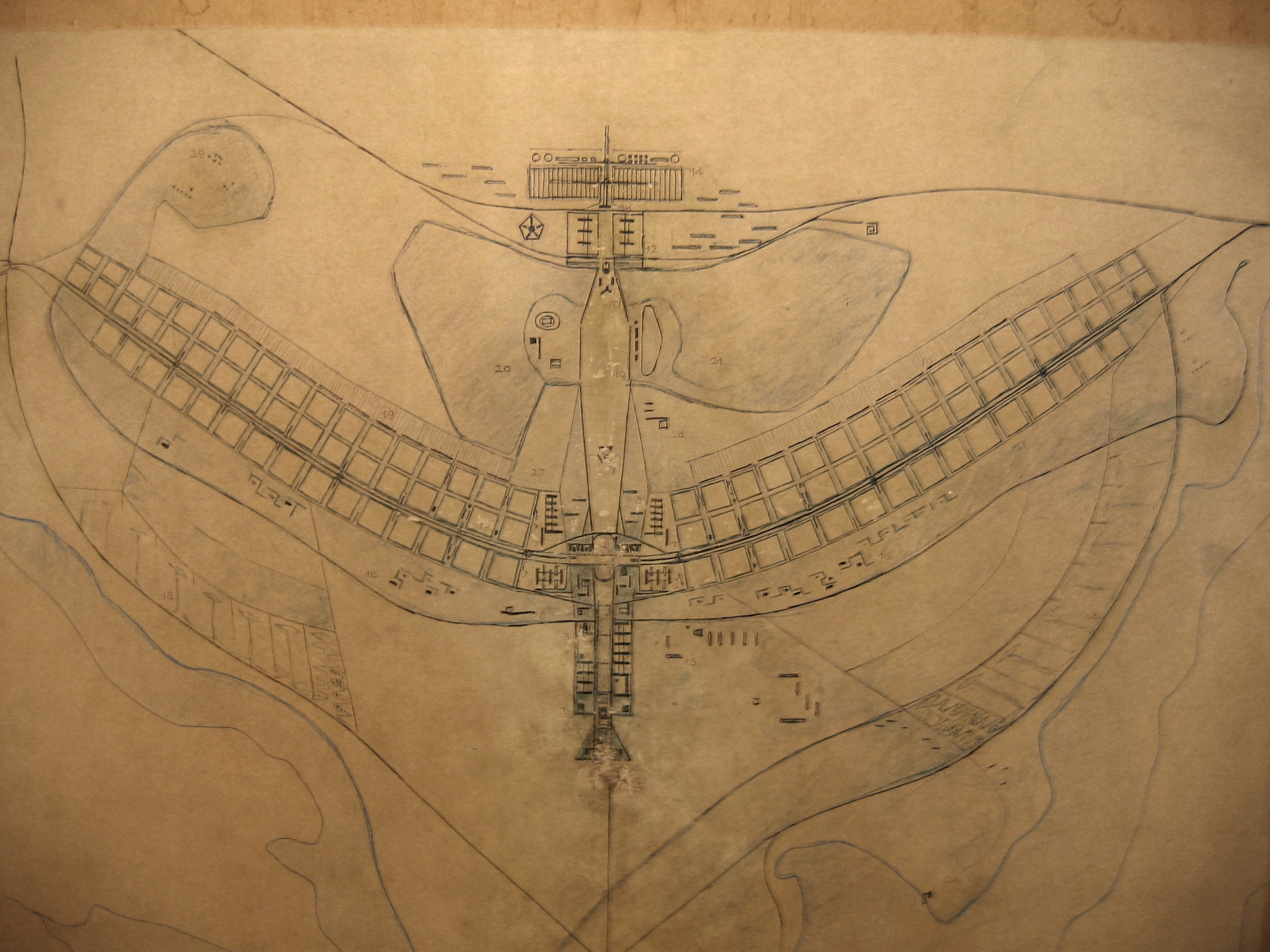
Uma das plantas originais do Plano Piloto de Brasília

O Plano Piloto elaborado por Lúcio Costa para o concurso de 1957 teve sua forma inspirada pelo sinal da cruz com um dos eixos arqueado para se adaptar ao relevo da região. Esses dois eixos são o principal elemento norteador do projeto, sendo eles o Eixo Rodoviário (ou "Eixão") no sentido norte-sul, e Eixo Monumental no sentido leste-oeste. A criação arquitetônica dos monumentos centrais foi designada a Oscar Niemeyer, e os cálculos estruturais ao engenheiro Joaquim Cardozo. O Eixo Rodoviário é formado pelas asas Sul e Norte e pela parte central, onde as asas se encontram sob a Rodoviária do Plano Piloto. As asas são áreas compostas basicamente pelas superquadras residenciais, quadras comerciais e entrequadras de lazer e diversão (onde há também escolas e igrejas). O Eixo Monumental é composto pela Esplanada dos Ministérios e pela Praça dos Três Poderes, a leste; a rodoviária, os setores de autarquias, setores comerciais, setores de diversão e setores hoteleiros em posição cêntrica; a torre de televisão, o Setor Esportivo (hoje denominado Complexo Poliesportivo Ayrton Senna, onde estão o Ginásio Nilson Nelson, o Estádio Mané Garrincha e o Autódromo Nelson Piquet) e a Praça do Buriti, a oeste. A sede do governo do Distrito Federal, localizada na Praça do Buriti, deveria ter suas funções administrativas transferidas do Palácio do Buriti para a região administrativa de Taguatinga até 2010, o que não ocorreu.

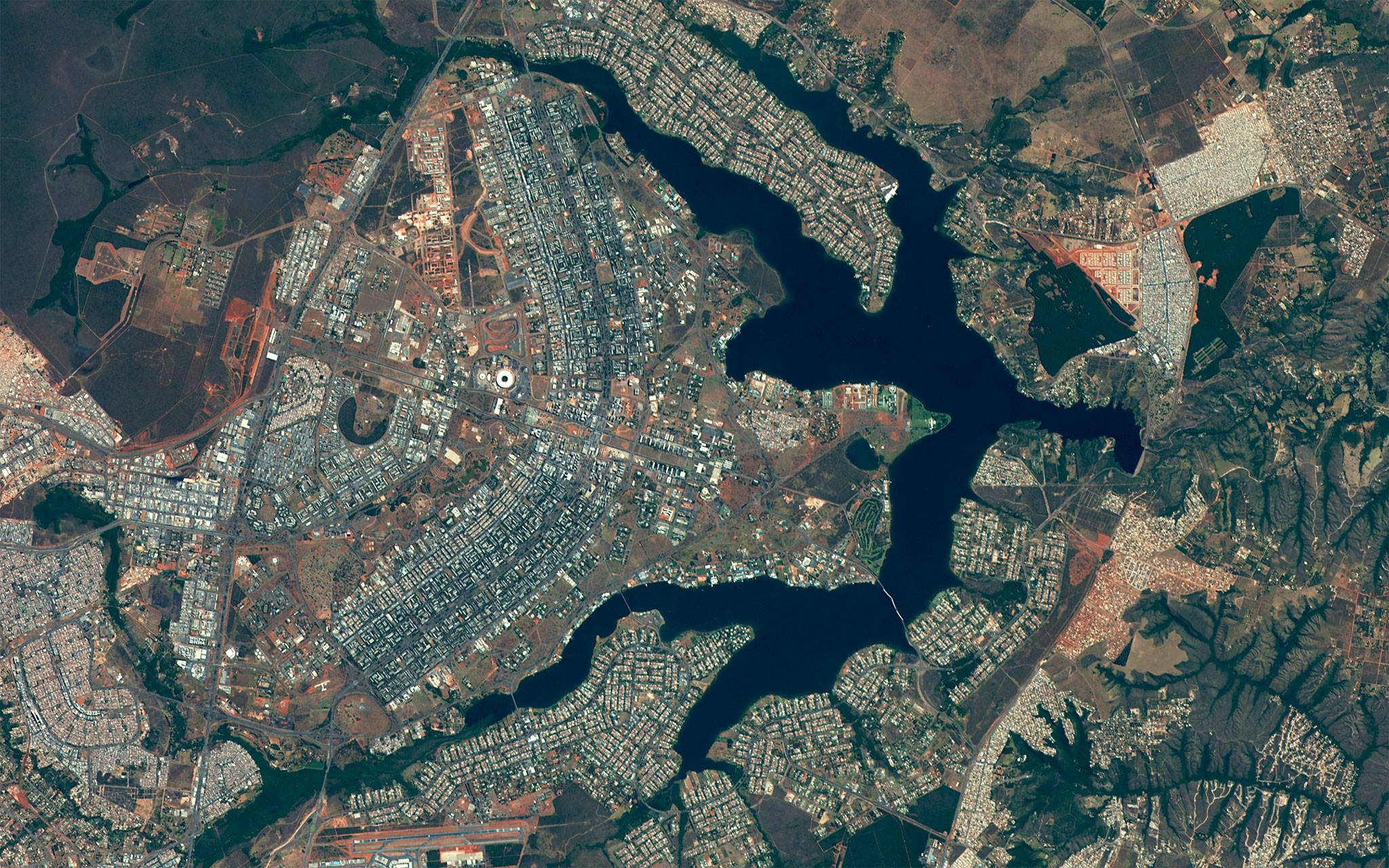
Imagem de satélite do Plano Piloto e das regiões adjacentes

Os principais museus da cidade estão localizados no Eixo Monumental. O Panteão da Pátria e da Liberdade Tancredo Neves, projetado por Oscar Niemeyer em forma de pomba e inaugurado em 1986 traz o "Livro dos Heróis da Pátria" com a história daqueles que teriam lutado pela união da nação. O Memorial JK apresenta diversos objetos pessoais (fotos, presentes, cartas) e o próprio túmulo do idealizador da cidade. O Memorial dos Povos Indígenas tem como objetivo mostrar um pouco da riqueza das culturas indígenas nacionais.
Em 15 de dezembro de 2006, foi inaugurado o Complexo Cultural da República, um centro cultural localizado ao longo do Eixo Monumental, formado pela Biblioteca Nacional de Brasília e pelo Museu Nacional da República. A Biblioteca Nacional de Brasília ocupa uma área de 14 000 m², contando com salas de leitura e estudo, auditório e uma coleção de mais de 300 000 itens. O Museu Nacional da República é constituído por uma área de 14 500 m², dois auditórios com capacidade de 780 lugares e um laboratório. O espaço é usado principalmente para exibir exposições de arte temporárias.

### O avião e as asas

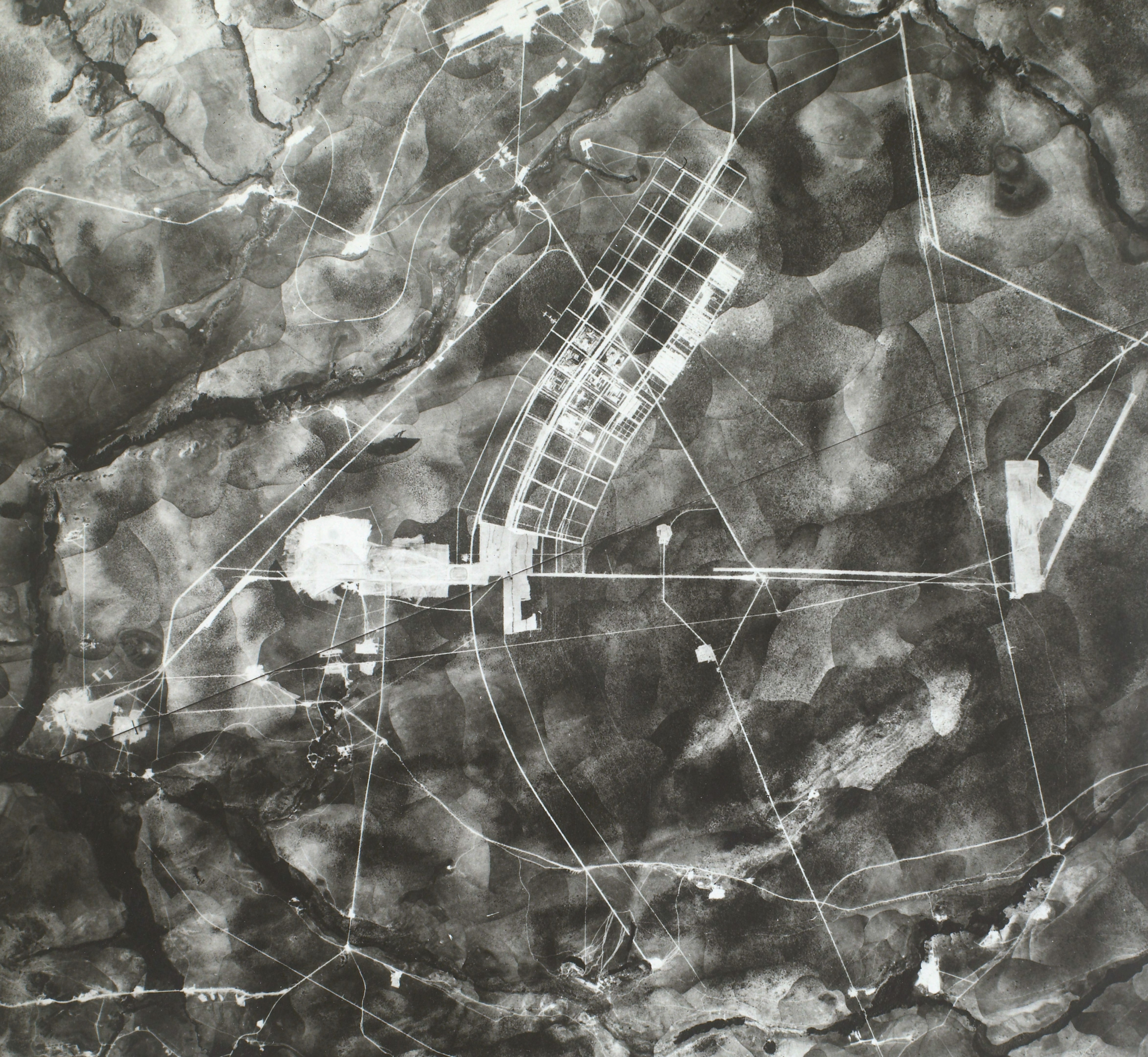
Brasília em 1958. Apenas a Asa Sul já está locada, e a Esplanada dos Ministérios também está visível. Na direita, o antigo Aeroporto de Vera Cruz.

É bastante difundida, mesmo entre a mídia e a população da cidade, a ideia que o Plano Piloto tenha o formato de um avião, baseada no desenho em planta da cidade e nas imagens aéreas e de satélite. Outras provas seriam o fato do projeto ter o nome de Plano Piloto e seus dois bairros residenciais se chamarem Asa Norte e Asa Sul, ficando justamente onde ficariam as asas da aeronave.
Na verdade, o termo Plano Piloto surgiu mesmo antes do Concurso. Ao saber que o Brasil iria construir uma nova capital do zero, o arquiteto franco-suíço Le Corbusier, nome famoso da arquitetura moderna, ficou interessado e mandou uma carta ao Marechal José Pessoa, que chefiava a Comissão de Localização da Nova Capital Federal. Na carta ele sugere a criação, por ele, de um plano piloto — termo modernista que tinha o sentido de "plano geral" ou "plano mestre" para a cidade. Apesar de Le Corbusier nunca ter tido a chance de projetar a cidade, o termo acabou ficando, visto que o modernismo estava em alta entre os arquitetos brasileiros. Ao ser colocado no edital do concurso, passou a ser o termo oficial para se referir ao projeto.
É sabido que Lúcio não pensava em um avião quando desenhou a cidade, mas sim em uma cruz. O Eixo Rodoviário ficou curvado apenas para se adaptar ao terreno, formando o desenho conhecido e executado, não tendo nenhuma intenção formal. Ao ser indagado sobre as comparações com um avião, Lúcio Costa defendeu em entrevista que a capital federal "estava mais para uma borboleta", rejeitando a comparação.
Finalmente, o termo Asa, usado para os dois bairros residenciais, é apenas uma palavra alternativa para "ala", termo muito usado na construção civil para nomear uma porção ou um lado de um projeto.  Lúcio Costa, nascido na França, foi educado na Inglaterra e na Suíça e estudava projetos estrangeiros. Provavelmente ele não tinha estranhamento para usar asa no lugar de ala, considerando que, nas línguas inglesa e francesa, ambas são um único termo (wing e aile, respectivamente).

### Patrimônio urbanístico
|                                                                                    |  |                                                   |
| O Eixo Monumental e a Esplanada dos Ministérios vistos da Torre de TV de Brasília. |  | Fotografia aérea da Asa Sul com suas superquadras |

O projeto urbanístico de Brasília foi projetado por Lúcio Costa, vencedor do concurso de 1957 para o plano da Nova Capital, e teve sua forma inspirada pelo sinal da cruz. No entanto, o formato da área é popularmente comparado ao de um avião. Na extremidade noroeste do Eixo Monumental estão os edifícios regionais, enquanto no extremo sudeste, perto da costa do Lago Paranoá, estão os edifícios do governo federal, em torno da Praça dos Três Poderes, o coração conceitual de Brasília. A cidade é divida em setores temáticos, como o de Habitações Coletivas, Comercial, Hospitalar, Hoteleiro, Cultural e de Diversões.
Lúcio Costa projetou o Eixo Monumental como uma área aberta no centro da cidade onde se situa a Esplanada dos Ministérios. O gramado retangular da área é cercado por duas amplas vias expressas, que formam a principal avenida da cidade, onde muitos edifícios públicos, monumentos e memoriais estão localizados. Este é o corpo principal do "avião" que forma da cidade. O Eixo Monumental assemelha-se ao National Mall, em Washington, DC, e é a via pública mais larga do mundo, com 250 metros de largura. A Praça dos Três Poderes é um amplo espaço aberto entre os três edifícios monumentais que representam os três poderes da República: o Palácio do Planalto (Executivo), o Supremo Tribunal Federal (Judiciário) e o Congresso Nacional (Legislativo). Como em quase todos os logradouros de Brasília, a parte urbanística foi idealizada por Lúcio Costa e as construções foram concebidas por Oscar Niemeyer com projetos estruturais de Joaquim Cardozo.
Conjuntos habitacionais de baixo custo foram construídos pelo governo no Plano Piloto. As zonas residenciais da cidade são organizados em "superquadras", que são grupos de edifícios de apartamentos, juntamente com um determinada quantidade e tipo de escolas, lojas e espaços abertos. No extremo norte do Lago Paranoá, separado do centro da cidade, há uma península com muitas casas de luxo e um bairro semelhante existe na margem do Lago Sul. Originalmente, os planejadores da cidade imaginaram extensas áreas públicas ao longo das margens do lago artificial, mas durante o desenvolvimento inicial da capital, clubes privados, hotéis e residências de luxo ocuparam a área em torno da água.
|                                               |  |                                                 |
| Fotografia aérea da Esplanada dos Ministérios |  | Vista do Parque da Cidade Dona Sarah Kubitschek |

Separadas do Plano Piloto estão as suburbanas cidades-satélites, que incluem Gama, Ceilândia, Taguatinga, Samambaia, Núcleo Bandeirante, Sobradinho e Planaltina. Estas cidades, com exceção de Gama e Sobradinho, não foram planejados e desenvolveram-se naturalmente. A capital do Brasil é a única cidade do mundo construída no século XX para ser premiado (em 1987) o status de Patrimônio Histórico e Cultural da Humanidade pela UNESCO, uma agência da ONU.
A cidade tem sido aclamada por seu uso em larga escala da arquitetura modernista e por seu plano urbanístico um tanto utópico. Após uma visita a Brasília, a escritora francesa Simone de Beauvoir se queixou de que todas as superquadras da cidade exalavam "o mesmo ar de monotonia elegante". Apesar de algumas falhas, como o privilégio dado ao transporte rodoviário, o projeto de Brasília produziu uma cidade de qualidade relativamente alta de vida, em que os cidadãos vivem em áreas arborizadas, com esportes, lazer e estrutura, ladeadas por pequenas áreas comerciais, livrarias e cafés, a cidade é famosa por sua culinária e trânsito eficiente. Mesmo estas características positivas provocaram alguma controvérsia, o que foi expresso no apelido de "ilha da fantasia", indicando o forte contraste entre a cidade e as regiões vizinhas, marcadas pela pobreza e desorganização das cidades do estado de Goiás, no entorno do Distrito Federal. Os críticos da grande escala de Brasília têm a caracterizado como uma fantasia platônica modernista sobre o futuro.

### Patrimônio arquitetônico
| |  |                                                                                    |
| As hipóteses de cálculo de Joaquim Cardozo permitiram as bases da Catedral Metropolitana de Brasília |  | O Palácio da Alvorada visto à noite, e a escultura As Iaras, de Alfredo Ceschiatti |

O edifício do Congresso Nacional do Brasil, tal como a maioria dos edifícios oficiais na cidade, foi projetado por Oscar Niemeyer e Joaquim Cardozo seguindo o estilo da arquitetura moderna brasileira. Vistas desde o Eixo Monumental, a calota à esquerda é a sede do Senado e a da direita é a sede da Câmara dos Deputados. Entre eles há duas torres de escritórios. O Congresso também ocupa outros edifícios no entorno, alguns deles interligados por um túnel. Na frente do prédio, há um grande gramado e um lago, enquanto do outro lado do edifício está a Praça dos Três Poderes. O paisagista brasileiro Roberto Burle Marx projetou os jardins modernistas de alguns dos principais edifícios da cidade.
O Palácio da Alvorada é a residência oficial do Presidente do Brasil. Concebido por Oscar Niemeyer com projeto estrutural de Joaquim Cardozo e inaugurado em 1958, o prédio foi uma das primeiras estruturas construídas na nova capital, localizado sobre uma península nas margens do Lago Paranoá. O espectador tem uma sensação de olhar para uma caixa de vidro, aterrada suavemente sobre o solo, com o apoio externo de finas colunas. O edifício tem uma área de 7 000 m² e tem três pisos, além de auditório, cozinha, lavanderia, centro médico, centro administrativo, quatro suítes, dois apartamentos privados, biblioteca, piscina, sala de música, duas salas de jantar e várias salas de reunião.
|                                         |  |                                                                         |
| Fontes na fachada do Palácio da Justiça |  | Palácio Itamaraty, sede do Ministério das Relações Exteriores do Brasil |

O Palácio do Planalto é o local onde está localizado o Gabinete do Presidente do Brasil, sendo, portando a sede do Poder Executivo federal. O palácio faz parte do projeto do Plano Piloto da cidade e foi um dos primeiros edifícios construídos na capital. A construção do edifício começou em 10 de julho de 1958 e obedeceu ao projeto arquitetônico elaborado por Oscar Niemeyer e Joaquim Cardozo em 1956. A obra foi concluída a tempo de tornar o Palácio o centro das festividades da inauguração da nova capital, em 21 de abril de 1960. O Palácio Itamaraty, também conhecido como Palácio dos Arcos, outro projeto modernista de Niemeyer e Cardozo, foi inaugurado em 21 de abril de 1970 e é onde está localizado o Ministério das Relações Exteriores do Brasil.
A Catedral de Brasília é outra obra idealizada pelo arquiteto Niemeyer e projetada pelo engenheiro estrutural Joaquim Cardozo. Teve sua estrutura pronta em 1960, onde aparecia somente a área circular de 70 metros de diâmetro da qual se elevam dezesseis colunas de concreto (pilares de secção parabólica), que pesam noventa toneladas. Em 31 de maio de 1970, foi inaugurada oficialmente, já com os vidros externos transparentes. Na praça de acesso ao templo, encontram-se quatro esculturas em bronze com três metros de altura, representando os evangelistas; as esculturas foram realizadas com o auxílio do escultor Dante Croce, em 1968. No interior da nave, estão as esculturas de três anjos, suspensos por cabos de aço.

## Tombamento

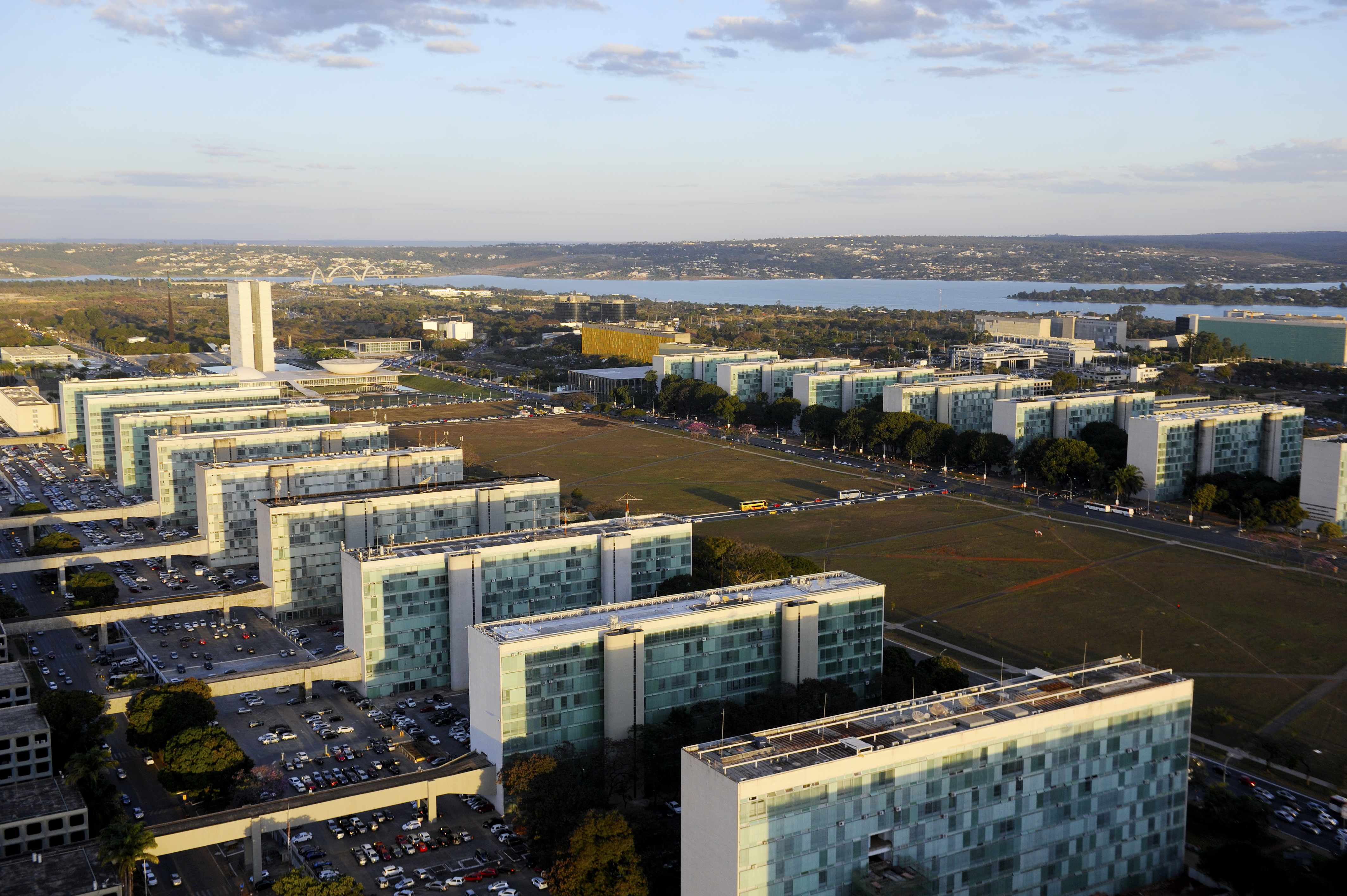
A Esplanada dos Ministérios

O Conjunto Urbanístico de Brasília é tombado em todos os níveis possíveis: distrital, federal e mundial. Apesar de geralmente apenas o Plano Piloto em si ser lembrado quando se refere a proteção, a área tombada é maior do que o desenho, compreendendo também regiões vizinhas e não correspondendo apenas ao Plano Piloto ou a região administrativa do Plano Piloto. A área é limitada, a oeste, pela Estrada Parque Indústria e Abastecimento (EPIA) e a leste pelo Lago Paranoá, ao sul pelo Córrego Vicente Pires e ao norte pelo córrego Bananal, e inclui em sua área, além do Plano Piloto, o Cruzeiro, o Sudoeste/Octogonal e a Candangolândia.
São preservados pelo tombamento as quatro escalas de concepção urbana da cidade, suas vias, áreas verdes, conceitos ordenadores, paisagem e ocupações pioneiras. Mesmo a visualização do céu com a cidade é tombada, evitando que esta seja bloqueada por construções em altura, por exemplo. O tombamento de Brasília é, assim, diferente de um tombamento de cidade histórica: pode-se, por exemplo, derrubar um prédio — desde que não seja tombado — e construir outro sem problemas, desde que se respeite as escalas, vazios, volumetrias e taxas de ocupação, que são a parte tombada.
As quatro escalas definidas por Lúcio Costa são o que, na prática, difere o Conjunto Urbanístico de outras cidades. Essas diretrizes de conformação da cidade foram criadas por Lúcio em seu relatório justificativo e, executadas, são protegidas pelo tombamento. Os prédios não são parte do tombamento por si, mas sim enquanto parte da concepção urbana — por seu tamanho, gabarito, posição dentro do conjunto. Entretanto, a grande maioria dos prédios importantes de Brasília também são tombados individualmente — a cidade tem 27 prédios tombados pelo IPHAN.

### A primeira lei
A Lei nº 3 751, de 13 de abril de 1960, foi criada logo antes da inauguração de Brasília para organizar legalmente o Distrito Federal. Em seu artigo 38, ela diz que qualquer alteração no plano piloto depende de autorização em lei federal, o que em tese protegeria o projeto original. Entretanto, essa parte da lei nunca foi efetivamente regulamentada até 1987.

### Pela UNESCO
Em 1987, o governador José Aparecido de Oliveira propõe a Organização das Nações Unidas para a Educação, a Ciência e a Cultura (UNESCO) o tombamento do Plano Piloto. O arquiteto francês León Pressouyre, do Conselho Internacional de Monumentos e Sítios (ICOMOS) foi o relator do processo. Em seu relatório, León dá um parecer favorável, mas alerta sobre as ameaças ao conjunto urbanístico como o desenvolvimento desordenado. O governo do Distrito Federal então decreta a regulamentação da Lei nº 3 751 através do Decreto nº 10 829, protegendo a área de modificações e evitando assim o argumento de que a área não teria nenhuma proteção.
Em 7 de dezembro de 1987 acontece em Paris a 11ª Reunião Ordinária do Comitê do Patrimônio Mundial com 21 integrantes. A única ressalva veio da representante dos Estados Unidos, Susan Reccem, que tinha amparo num paragrafo das Orientações para a Aplicação da Convenção do Patrimônio Mundial que falava sobre não avaliar cidades do século XX antes de cidades históricas mais antigas. O relator León Pressouyre contra-argumentou com o fato de que Brasília era uma obra singular do modernismo e a única cidade construída ex-nihilo (do nada) no século XX. Ninguém mais discutiu e após algumas considerações, a cidade foi registrada como primeiro conjunto urbano do século XX reconhecido pela UNESCO, tornando-se como Patrimônio da Humanidade.

### Pelo IPHAN
Em 14 de março de 1990, o conjunto urbanístico de Brasília foi inscrito no Livro do Tombo Histórico, do Instituto do Patrimônio Histórico e Artístico Nacional (IPHAN) dando proteção nacional ao conjunto. Esse tombamento tem texto semelhante ao Decreto nº 10 829 de 1987. Em 1992, a portaria 314 substitui a anterior, e em 2016 recebe mais uma complementação na portaria 166.

### Pelo Distrito Federal
Após o Decreto nº 10 829, feito para ser uma garantia jurídica da preservação da cidade para a UNESCO, o Distrito Federal passa por diversas tentativas de revisões e mudanças na preservação do Conjunto Urbanístico. A primeira surge já em 1988, mas teve pouca repercussão.

#### Plano de Preservação do Conjunto Urbanístico de Brasília (PPCUB)
É a proposta integrada de um Plano Diretor, Plano de Desenvolvimento Local e Lei de Uso e Ocupação do Solo, para as regular as áreas integrantes do Conjunto Urbanístico de Brasília, que por serem tombadas tem que ter um maior controle em suas modificações. Segundo a Lei Orgânica do Distrito Federal, ficam reguladas pelo PPCUB a área da Zona Urbana do Conjunto Tombado (ZUCT), que nada mais é do que a área do Conjunto Urbanístico tombado acrescido do Lago Paranoá. O Plano está sendo discutido internamente no Governo do Distrito Federal e não possui previsão para ser encaminhado a Câmara Legislativa do Distrito Federal.

#### Lei do SIG
Em 2020, a Lei Complementar nº 965, apelidada de "Lei do SIG", liberou mais de 200 atividades no Setor de Indústrias Gráficas (SIG) além das previstas e alterou gabaritos. O projeto recebeu críticas, com especialistas temendo Lei do SIG abra uma brecha para alterações no Plano Piloto tombado. A Secretaria de Estado de Desenvolvimento Urbano e Habitação argumentou que a mudança é autorizada pela Lei Orgânica nº 49 de 2007.

## Legado
Lúcio Costa é considerado o "criador de Brasília", tendo sido esta a obra mais famosa do arquiteto e urbanista. A cidade é considerada uma das grandes obras de arquitetura moderna e do século XX, tendo sido declarada Patrimônio Mundial pela UNESCO em 1987.
Em 1992, em seu 90º aniversário, um museu projetado por Oscar Niemeyer foi construído na Praça dos Três Poderes com registros do projeto de Lúcio Costa, como cópias do relatório e do projeto e imagens da execução. Neste museu, chamado Espaço Lúcio Costa, os visitantes também podem ver uma maquete da cidade.